# Ulrich Marten
Ulrich Marten (Werneck, 1º gennaio 1956) è un ex tennista tedesco.

## Carriera
In carriera ha vinto un titolo di doppio, l'Austrian Open nel 1980, in coppia con Klaus Eberhard. Nei tornei del Grande Slam ha ottenuto il suo miglior risultato raggiungendo i quarti di finale di doppio agli Australian Open nel 1976, in coppia con il connazionale Rolf Gehring.
In Coppa Davis ha disputato con la squadra della Germania Ovest una sola partita, ottenendo nell'occasione una sconfitta.

## Statistiche

### Doppio

#### Vittorie (1)
| Numero | Anno           | Torneo                   | Superficie  | Compagno       | Avversari in finale        | Punteggio     |
| 1.     | 27 luglio 1980 | Austrian Open, Kitzbühel | Terra rossa | Klaus Eberhard | Carlos Kirmayr Chris Lewis | 6-4, 3-6, 6-4 |